# San Bartolomeo in Galdo
San Bartolomeo in Galdo là một đô thị ở tỉnh Benevento trong vùng Campania, có vị trí khoảng 90 km về phía đông bắc của Napoli và khoảng 35 km về phía đông bắc của Benevento. Tại thời điểm ngày 31 tháng 12 năm 2004, đô thị này có dân số 5.535 người và diện tích là 82,3 km².
San Bartolomeo in Galdo giáp các đô thị: Baselice, Castelvetere in Val Fortore, Foiano di Val Fortore, Alberona, Roseto Valfortore, San Marco la Catola, Tufara, Volturara Appula.